# Die Betörung der blauen Matrosen
Die Betörung der blauen Matrosen ist ein deutscher experimenteller Film, der aus verwirrenden Collagen besteht. Der Film ist 50 Minuten lang und zitiert den französischen Dichter Guillaume Apollinaire.

## Inhalt
Zum Inhalt und Ziel des Films äußerten sich Oettinger und Blumenschein, die Autorinnen: "Eine Sirene, ein Hawaiimädchen, zwei Matrosen, ein alter Vogel, ein junger Vogel, zwei weitere Matrosen, der griechische Gott Tunte, ein amerikanischer Altstar, eine russische Stummfilmmutter und eine Nymphe der deutschen Romantik treten in dem Film auf."
Ziel der Autorinnen Oettinger und Blumenschein: "Wir wollen ungestraft zur Wirklichkeit, auch zur poetischen Wirklichkeit hinzuerfinden / andere Formen des Lebens beschreiben / ganz neue Welten ersinnen / neue Menschen, neue Zwitterwesen, was immer uns einfällt / Wir fordern die Identifikation des Zuschauers / sein moralisches Engagement in Situationen, die jenseits von Gut und Böse liegen, die Fixpunkte und Konstanten seines Weltbildes verschwimmen lassen / Wir entführen den Zuschauer in psychisches Niemandsland."
Tabea Blumenschein spielt vier verschiedene Rollen. Sie ist eine mythische Gestalt, die auf Wüstensand von Sirenengesang und asiatischer Musik begleitet den Film durchzieht. Sie stellt auch einen Vogel dar, der von einem  Mädchen aus Hawaii getötet wird und schließlich einen Matrosen, der Opfer desselben Mädchens wird.